# ستارة (آلة حصار)
السِّتَارة (الجمع: سَتَائِر) أو المَنْطَلِيط هو جدار محمول أو مأوى يستخدم للاحتماء به من القذائف في حروب العصور الوسطى. ويمكن تركيبه على عربة، وحماية جندي واحد أو عدة جنود.
في الحرب العالمية الأولى، استخدم الفرنسيون جهازًا من نوع الستارة لمهاجمة تشابكات الأسلاك الشائكة.